# 旭日丸
旭日丸（あさひまる）は、江戸時代末期に幕府の命で水戸藩が建造した西洋式帆船である。日本で建造された最初期の西洋式軍艦のひとつであった。幕府海軍で使用され、明治維新後も輸送船として実用された。本船のために開設された石川島造船所は、「千代田形」の建造などを経て発展し、IHIの起源となっている。

## 建造
水戸藩は、徳川斉昭の指導の下、西洋式軍備の導入において先進的な藩であった。洋式船建造に関しても、蘭学者幡崎鼎、次いでその弟子の鱸半兵衛に研究させ、天保12年（1841年）には「快風丸」の再建名目で、半洋式の大型船建造を企画したことがあった。この計画は幕府から許可が下りなかったが、同年にバッテラと呼ばれる小型の洋式船2隻を那珂湊で密造している。
嘉永6年6月（1853年7月）の黒船来航で、大型の西洋式軍艦が容易に沿岸まで侵入できたことに脅威を感じた江戸幕府は、海防体制の強化を図るため西洋式軍艦の整備を図ることにした。そして、オランダからの輸入とともに、大船建造禁止令を解除して国産を進めることにした。老中の阿部正弘と海防参与の徳川斉昭（前水戸藩主）は、初めは鱸が翻訳するオランダの造船書を基に韮山代官江川英龍に建造させることを計画したが、江川は他任務に忙殺されていたため、鱸に建造を任せることになった。嘉永6年8月8日（1853年9月11日）、鱸に建造の内命が下った。
鱸は算術家小幡算衛門、船大工棟梁杢左衛門、指物師金五郎とともに雛形を製作し、それを将軍らが閲覧した後、嘉永6年11月12日（1853年12月12日）に水戸藩に対して「旭日丸」建造の名が下った。
水戸藩は鱸と主任とし、建造地を石川島に定めた。嘉永7年1月2日（1854年1月30日）、起工式を実施。11月には船体がおおむね完成を見たが、その後の進水で問題が発生した。船体が重かったため進水作業の進みは遅く、一部のみ水上に浮かぶという状態になっていた11月29日に船体が擱座、横転してしまうという事故が発生。その後の船体を起こし、引き出す作業には安政2年1月22日まで要した。この出来事から「厄介丸」と呼ばれることになった。次の問題は、浅い石川島から品川沖へ船体を出すことであった。その際に用いられた手法は廻船と樽を浮として取り付けるというものであった。石川島で立ち往生していたことで、「動かざる御世は動きて動くべき船は動かぬ見と（水戸）も無き哉」という落首が詠まれている。回航は4月14日に実行となり、「旭日丸」は碇を使って進み、20日余りかけて御台場まで出た。その後、横浜に回航されて艤装工事が行われ、着工から約2年半経った1856年6月頃（安政3年5月）に竣工、「旭日丸」と命名された。

## 構造
「旭日丸」の形式は、3本のマスト全てに横帆を持つ三檣シップ型帆船である。純然たる帆船で、蒸気機関は搭載されていない。排水量は750トンと推定され、竣工当時の日本では最大級の軍艦であった。
材質は木骨木皮。西洋式に竜骨と1尺間隔・60組の肋材（まつら）で構成された強固な船体であった。船体の外観は全体が赤く漆で塗装されていた。船底は生物付着を避けるため銅板で被覆され、絵図では緑青の色になっている。本船を目撃したオランダ海軍士官ホイセン・ファン・カッテンディーケによれば、薩摩藩建造の「万年丸」よりも良好で美しい設備を持っていたという。武装は、1856年作成の絵図によると舷側には片側12門の砲眼が設けられている。
基本設計はオランダの造船書に基づき、当時の通称でリークと呼ばれたJ. C. Rijk著の“Handleiding tot de Kennis van den Scheepsbouw”（1822年刊） と、水戸藩所蔵の『海舶製作図説』（底本不明）の2冊が主に参考とされた。いずれも建造当時にはすでに時代遅れの本となっていたため、新造船でありながら旧式の設計という結果になった。ホイセン・ファン・カッテンディーケは、17世紀初期のオランダ東インド会社の船を模した設計であったと回想している。オランダ商館員が作成した精密帆船模型も、艤装に関して参考とされた可能性がある。また、鱸半兵衛ら建造関係者は、同時期に戸田村でロシア人の指導の下で建造中だった「ヘダ号」を見学している。鱸らは、難航していた進水作業についてロシア人に助言を求めたが、別の場所で再建した方が良いとの回答しか得られなかったため、既述のように結局は書物からの独学で難局を切り抜けることになった。
西洋風なのは外見だけで実態は和船に近かったとする説もあるが、安達裕之はキリンキなどの洋釘が用いられていることなどから、可能な限り洋式船として設計されたものだと推定している。ただし、和船に用いられる手違鎹も使用されていることから、和船の造船技術も一部併用されている。

## 運用
竣工した旭日丸は水戸藩から幕府へと献上され、幕府海軍で運用されることになった。絵図に見られる帆の黒帯は幕府所属艦船を示す帆印「源氏中黒」で、1859年（安政6年）に白帆に規定が改正されるまで用いられた。なお、掲揚された日の丸は日本船であることを示す総印である。
軍艦として建造された「旭日丸」ではあったが、完成時には軍艦の主流は蒸気船となっており、本船のような純粋な帆船は時代遅れとなっていた。「旭日丸」は主に輸送船として使用され、城米や大砲の輸送に従事している。また、1859年10月には、下関港から江戸への御用金輸送任務で航海し、途中で蒸気軍艦「観光丸」によって曳航支援を受けた。ただし、第二次長州征討においては、幕府艦隊の1隻として出撃し、本来の軍艦としての任務を果たしている。旧式ではあったものの、進水時の厄介丸との悪評とは異なって十分な実用性は有していたのだった。
1866年（慶応2年）の第二次長州征討前夜、5月29日までに「富士山」、「翔鶴」、「長崎丸二番」、「大江丸」、「旭日丸」（近藤熊吉指揮）は安芸国宇品港へ進出。6月2日、「翔鶴」が「旭日丸」と松江藩の「八雲丸」を曳航して厳島へ向かった。それから大島口の戦いに参加する。6月11日、「旭日丸」は「翔鶴」、「八雲丸」とともに陸上砲撃を行った。6月13日午前4時、久賀で高杉晋作指揮する「丙寅丸」が「旭日丸」と「八雲丸」を奇襲。交戦後、「丙寅丸」は逃走した。野口武彦によれば、「旭日丸」は軽微な損傷を負った。最終的に、幕府側はこの戦いに敗北している。
安政3年8月25日には暴風雨で損傷し、翌年5月まで修理に要している。
戊辰戦争を生き延びた本船は、明治維新後も輸送船として引き続き使用された。樽廻船船主の嘉納治郎作に取得され、沿岸での海運に従事した。